# تحصیل چشتیان
تحصیل چشتیان (به انگلیسی: Chishtian Tehsil) یک تحصیل در پاکستان است که در پنجاب واقع شده‌است.